# Pardosa balaghatensis
Pardosa balaghatensis este o specie de păianjeni din genul Pardosa, familia Lycosidae, descrisă de Gajbe în anul 2004. Conform Catalogue of Life specia Pardosa balaghatensis nu are subspecii cunoscute.